# Heraldo de Vigo
Heraldo de Vigo fue un periódico editado en Vigo (Galicia, España) entre 1912 y 1914.

## Historia y características
Fundado por Manuel Posada García-Barros, apareció el 1 de julio de 1912. Diario liberal que representaba en Vigo la política de Montero Ríos, estaba dirigido por Justo Fernández Herba. Entre sus colaboradores figuraron Manuel Linares Rivas, Javier Montero Mejuto, Valentín Paz Andrade, Manuel Lustres Rivas y Laureano Domínguez Cao-Cordido. Incluía información general y un apartado literario. Cesó su edición en marzo de 1914.